# Thomas More
Thomas More, v latinizované podobě Thomas Morus, počeštěně Tomáš More (7. února 1478 Londýn – 6. července 1535 Londýn), byl anglický právník, politik a spisovatel. V letech 1529–1532 zastával úřad lorda kancléře krále Jindřicha VIII., jehož byl blízkým spolupracovníkem a přítelem. Je považován za nejlepšího anglického právníka a jednoho z největších evropských vzdělanců své doby. Po Jindřichově roztržce s katolickou církví se roku 1532 s králem rozešel a rezignoval na svůj úřad. Když později odmítl složit přísahu podle zákona o následnictví, byl nejprve uvězněn a posléze popraven. Katolická církev jej ctí jako svatého a mučedníka. Nejvýznamnějším Moreovým dílem je Utopie z roku 1516.

## Život

### Mládí a rodinný život
Byl synem soudce Jana, navštěvoval latinskou školu a ve svých dvanácti letech se stal pážetem. Dva roky studoval na oxfordské univerzitě latinu a řečtinu, poté studoval práva na Lincoln's Inn. Stal se úspěšným právníkem, roku 1504 pak členem Parlamentu. Toužil po mnišském životě a určitou dobu žil jako konvrš v londýnské kartouze. V šestadvaceti letech se oženil s Joanou Coltovou, z jejich manželství se narodily tři dcery (Markéta, Alžběta, Cecílie) a syn Jan. Po šesti letech šťastného manželství však manželka umírá. Po čase se More oženil podruhé, a to s Alicí Middletonovou, která byla o sedm let starší, toto manželství zůstalo bezdětné.

### Raná politická kariéra

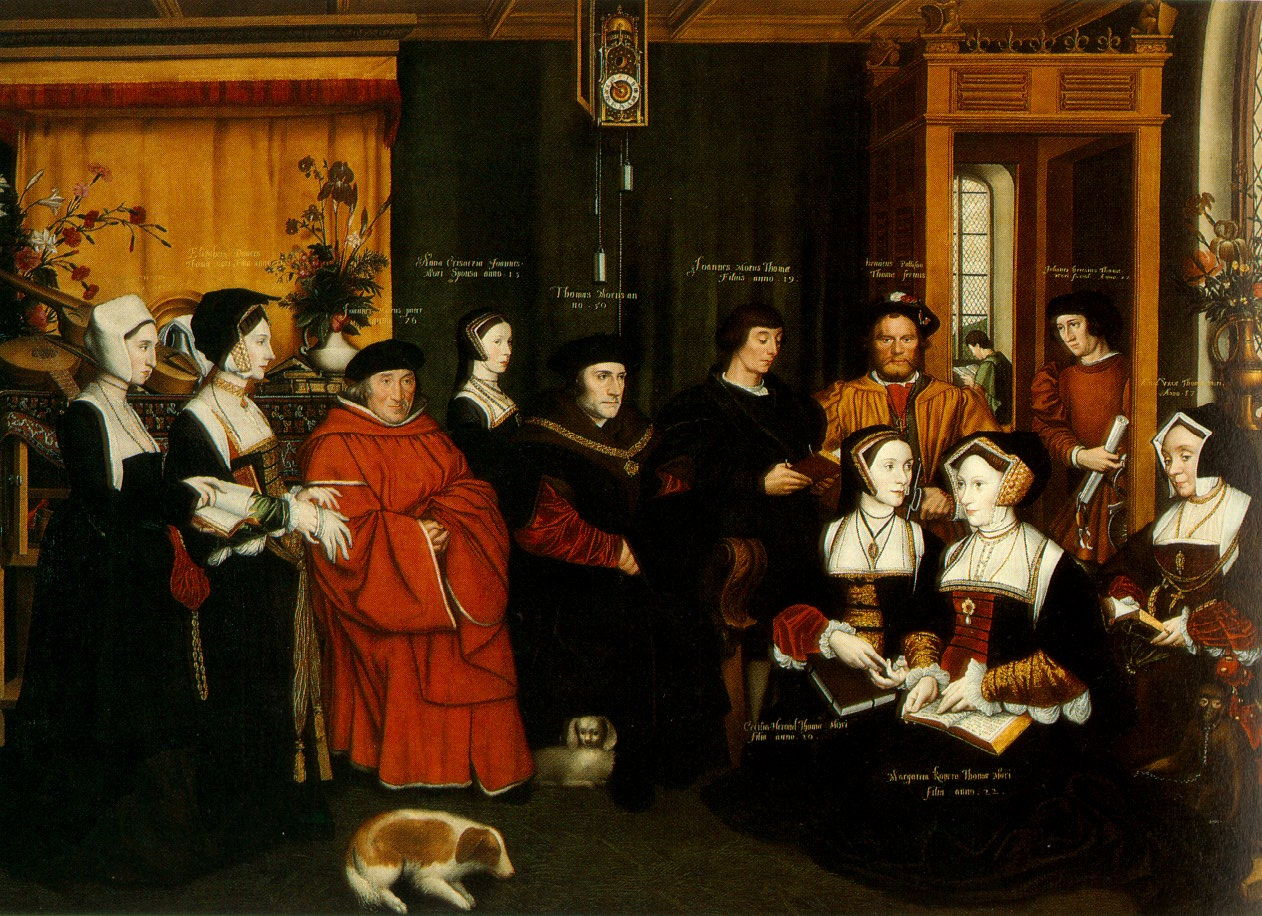
Rodina Thomase Mora

Roku 1504 se stal členem parlamentu. Od roku 1510 byl osm let jedním ze dvou londýnských podšerifů. Král Jindřich VIII. si Mora všiml a vyslal jej na diplomatické mise. V roce 1517, v 39 letech, nastoupil plně do královských služeb a později se stal tajemníkem a osobním poradcem krále Jindřicha VIII. Roku 1521 se stal rytířem. Byl rozhodným protivníkem Martina Luthera a pomohl Jindřichovi VIII. sepsat spis Obrana sedmi svátostí, za nějž papež krále odměnil titulem defensor fidei (česky „obránce víry“) a který získal velký ohlas po celé Evropě.
Thomas More byl prostředníkem mezi králem a lordem kancléřem Thomasem Wolseyem.

### Lord kancléř
Kardinál Thomas Wolsey, arcibiskup z Yorku, nedokázal zajistit u papeže rozvod a anulaci manželství Jindřicha s Kateřinou Aragonskou a roku 1529 byl donucen odstoupit ze své funkce kancléře. Na jeho místo byl králem Jindřichem VIII. jmenován Thomas More.
Thomas More se významně podílel na pronásledování protestantů a dalších reformátorů odchylujících se od závazné katolické doktríny. Jedním z pronásledovaných byl William Tyndale, překladatel Nového zákona do angličtiny. Pronásledovaní křesťané byli vězněni, mučeni a v případě, že odmítli odvolat, byli upalováni na hranici.
Ve věcech vypořádání se s reformací stál nábožensky založený More na straně krále, nicméně nepodpořil jej v prosazování anulace sňatku přes odpor papeže Klementa VII., které bylo v rozporu s kanonickým právem.

### Rezignace a rozchod s králem
Král Jindřich reagoval na odmítnutí svého požadavku tím, že si nechal schválit zákon o svrchovanosti (Act of Supremacy), kterým se sám dosadil do čela anglické církve, odtrhnuv ji od církve římskokatolické, čímž vznikla anglikánská církev. Duchovenstvu bylo nařízeno přísežně uznat světského panovníka hlavou církve. More s tímto požadavkem nesouhlasil a 16. května 1532 z úřadu kancléře odstoupil. Ačkoli svou rezignaci odůvodnil zdravotními problémy, přesto byla, jak králem, tak poddanými, pochopena jako výraz nesouhlasu se zákonem o svrchovanosti.
Roku 1534 odsouhlasil Parlament Zákon o následnictví (Act of Succession), který uznal legitimitu všech potomků Jindřicha a Anny Boleynové a mimoto odmítal jakoukoli cizí autoritu, ať již prince, nebo potenta (tzn. i papeže). Když More odmítl proti svému svědomí složit přísahu podle tohoto zákona, byl zatčen a uvězněn v Toweru. V procesu, který rozhodně nelze považovat za řádný ani podle tehdejšího anglického práva, byl odsouzen k smrti pro zradu a 6. července 1535 na Tower Hill popraven. Jeho hlava byla vystavena celý měsíc na London Bridge a poté po úplatku Moreovy dcery Margaret Roperové odstraněna.

## Posmrtné pocty
Moreova poprava se setkala ve zbytku Evropy s obecným nesouhlasem jak u katolíků, tak u protestantů. Erasmus Rotterdamský se vyjádřil k jeho odsouzení a popravě větou, že „More byl čistší než napadlý sníh“.
V roce 1886 byl Thomas More papežem Lvem XIII. blahořečen a v roce 1935 Piem XI. svatořečen. Je považován za patrona politiků a právníků, katolická církev slaví jeho svátek 22. června, společně se svátkem jeho přítele a mučedníka v téže věci, biskupa Johna Fishera.

## Dílo

### Utopie
Jeho nejvýznamnějším dílem je Utopie (1516), první ze středověkých utopií, tedy děl odehrávajících se ve vysněné, ideální (neexistující) společnosti. Moreova Utopie (řecky na místě, které neexistuje nebo Nikde) dala název utopii jakožto žánru.
Podle autorů Vojtěcha Zamarovského, Bohumila Svobody, Jána Komorovského a Lva Hanzela je Thomas More otec myšlenky komunismu, protože ve své knize předložil detailní projekci vyšší fáze komunistické společnosti řízené principem každému podle jeho potřeb.

Naopak Patrik Ouředník s tímto názorem nesouhlasí:
„Považovat, jak je dnes poměrně běžné, Morův spis za předmarxistickou vizi společnosti, je nepochybně zavádějící. Původní titul, Vpravdě zlatá a veleprospěšná knížka..., nás odkazuje, byť parodicky, daleko spíše na soudobé knížky lidového čtení než na politické vulgáty 19. století. Ironie, přítomná už v titulu, je rozseta po celém textu – není nahodilé, že Utopie vznikla jako bezprostřední reakce na Erasmovu Chválu bláznovství. Nereálnost Hythlodaiovy výpovědi je systematicky stavěna do popředí, od prášilovského jména hlavního svědka až po místní názvosloví: hlavní město Nikdetínu se jmenuje Amaurotum, Neviditelné či Temné (B. Ryba: Tmáň), protéká jím Anydrus, řeka bez vody, ostrovu vládne Ademus aneb Bezlidu, sousední zemi obývají Achorejci čili Bezzemci atd. Čímž ovšem etymologické hrátky zdaleka nekončí a ironie zhusta přechází do grotesky. Poslanci zvaní fylarchové jsou možná prostí ‚velitelé‘, ale možná také ‚ti, kteří mají rádi moc‘ – postoj v utopijské společnosti nemyslitelný. Syfograntové odkazují stejně dobře na ‚hlídače chlívů‘, resp. ‚prasečinců‘ jako na ‚pijáky hlubokých číší‘ či senilní starce. Za traniborem, jenž předsedá syfograntům, nalezneme ‚nenažrance‘. Utopijské hlavní město neslo zdá se původně název Mentirum, tedy Lhářov (spíše než B. Ryba: Smyšlenkov); utopijský ‚mentiranský senát‘ rovná se tedy sdružení lhářů. 

### Další díla
- Obrana sedmi svátostí (spoluautor, hlavní zásluhy připsány Jindřichu VIII.)
- několik historických prací (mj. Historie Richarda III.)
- báseň Hymnus

### Díla dostupná v češtině
- Sama brána pekla, in: Dopisy velkých osobností hříšníkům II. Karmelitánské nakladatelství, Kostelní Vydří 2002
- Obrana Erasmova, in: Dopisy velkých osobností hříšníkům III. Karmelitánské nakladatelství, Kostelní Vydří 2002
- Utopie (1911, 1914, 1950, 1978)

## Thomas More v umění

### Životopisy
- William Roper: „The Life of Sir Thomas More“ (napsáno Moreovým zetěm cca v roce 1555, poprvé vytisknuto v roce 1626)
- Princezna de Craon: Thomas Morus, Lord Chancelier du Royaume d'Angleterre au XVIe siècle[nedostupný zdroj] (první vydání ve francouzštině 1832/1833, první vydání v nizozemštině 1839/1840)
- E. E. Reynolds: The Trial of St Thomas More, 1964
- E. E. Reynolds: Thomas More and Erasmus, 1965
- Richard Marius: Thomas More: A Biography, 1984
- Peter Ackroyd: The Life of Thomas More, 1999
- John Foxe: Foxe's Book of Martyrs

### Divadlo, film a beletrie
- divadelní hra Sir Thomas More, napsaná víc autory, jedním z nich mohl být i William Shakespeare[8]
- A Man for All Seasons – hra Roberta Bolta
- Člověk pro každé počasí – film Freda Zinnemanna z roku 1966, v hlavní roli Paul Scofield jako More
- Muž do nepohody – televizní film z roku 1988, režie i hlavní role Charlton Heston
- Tudorovci – televizní seriál, jedna z hlavních postav
- Karl Zuchardt: Zemři, blázne – román z roku 1960, vydán v češtině v roce 1973